# Walker Spur
Der Walker Spur ist ein markanter Felssporn im westantarktischen Marie-Byrd-Land. Im nördlichen Teil des Ford-Massivs der Thiel Mountains bildet er die Ostwand des Compton Valley.
Die Benennung erfolgte auf Vorschlag des Kartografen Peter F. Bermel und des Geologen Arthur B. Ford, die beide für den United States Geological Survey in den Jahren 1960 bis 1961 an der Erkundung der Thiel Mountains beteiligt waren. Namensgeber ist Captain Joseph G. Walker vom United States Marine Corps, Pilot der Flugstaffel VX-6 im Einsatz für diese Forschungsreise des Survey.